# خاندان کیتاباتاکه

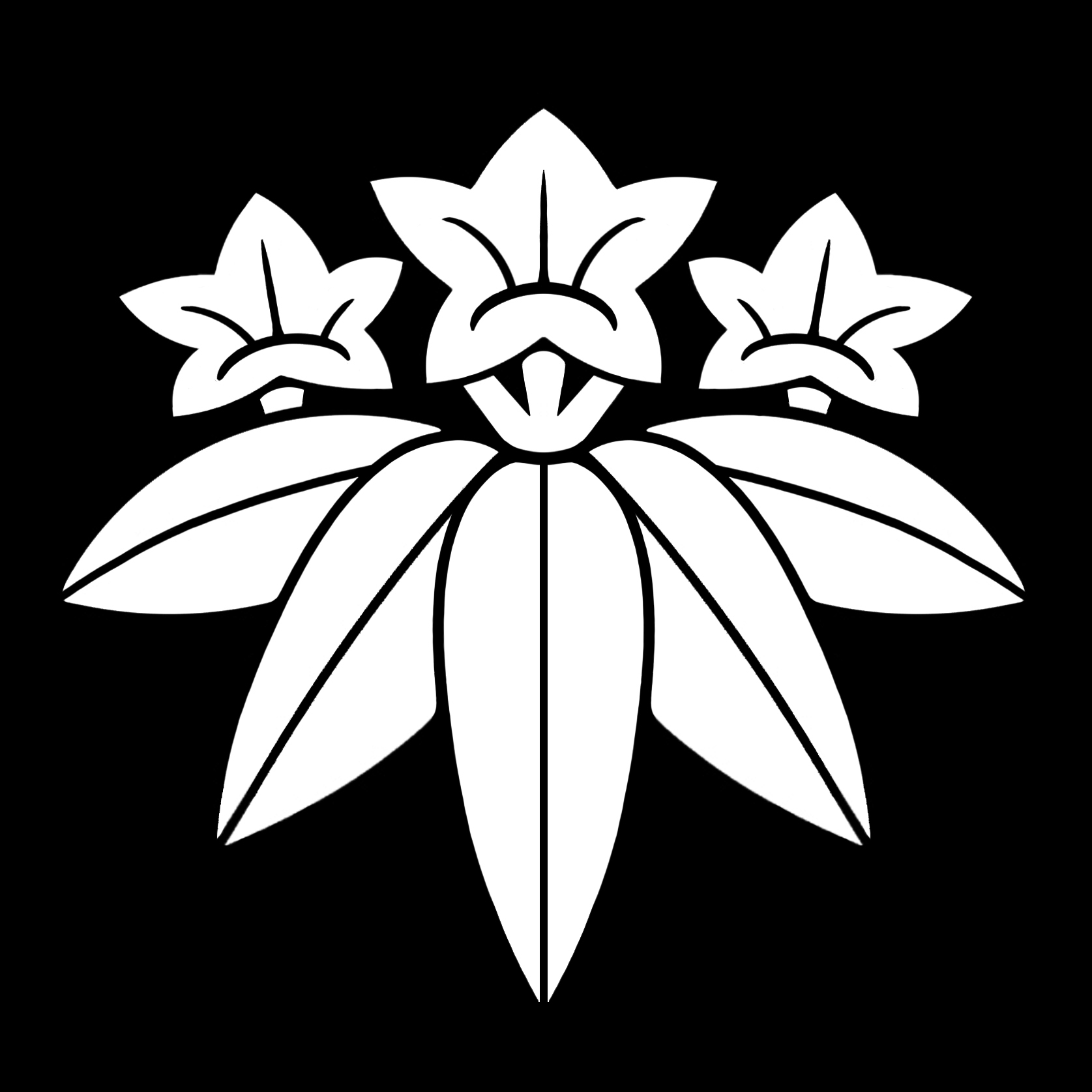
مون خاندان

خاندان کیتاباتاکه (به ژاپنی: 北畠家 Kitabatake clan) یکی از خاندان‌های ژاپنی بود که بر جنوب ولایت ایسه فرمان می‌راند.
این خاندان روابط قوی با ولایت‌های شرقی ژاپن از طریق مسیرهای دریایی اقیانوس آرام برقرار کرده بود. کیتاباتاکه تومونوری  هشتمین رهبر این خاندان بود.